# Zcash
Zcash là một tiền kỹ thuật số tập trung vào quyền riêng tư được phát triển từ mã nguồn của Bitcoin, với sự đổi mới chính là bổ sung một sổ cái được mã hóa sử dụng bằng chứng không tiết lộ thông tin (zero-knowledge proofs). Các giao dịch có thể minh bạch, tương tự như giao dịch bitcoin, hoặc chúng có thể là giao dịch được bảo vệ sử dụng một loại bằng chứng không tiết lộ thông tin để cung cấp tính ẩn danh trong giao dịch. Các đồng Zcash được lưu trữ trong một nhóm minh bạch hoặc một nhóm được bảo vệ.
Tất cả các giao dịch Zcash đều được để công khai trong cuốn sổ cái (public blockchain), nhưng người nhận, gửi, và lượng giao dịch có thể để riêng tư. Tên giao dịch của đồng Zcash là ZEC, tuy nhiên không thật sự đúng với tiêu chuẩn đặt tên mã tiền tệ ISO 4217. Cũng giống như Bitcoin, Zcash chỉ có giới hạn 21 triệu đồng ZEC có thể đào và lưu hành.
Người dùng có thể sử dụng ví Zcash như Zashi, cung cấp quyền riêng tư theo mặc định bằng cách yêu cầu tiền phải được bảo vệ trước khi có thể chi tiêu. Tính đến tháng 7 năm 2025, khoảng 20 triệu đồng coin hiện tại được bảo vệ.

## Sử dụng
Zcash được sử dụng như một loại tiền kỹ thuật số tập trung vào quyền riêng tư cho phép người dùng gửi các giao dịch được bảo vệ (riêng tư) hoặc minh bạch (công khai). Các giao dịch được bảo vệ sử dụng bằng chứng không tiết lộ thông tin để giữ bí mật người gửi, người nhận và số tiền giao dịch. Tính đến tháng 7 năm 2025, khoảng 20% tổng nguồn cung coin ZEC được giữ trong các địa chỉ được bảo vệ.
Zashi, một ví hiện đại được phát triển bởi Electric Coin Company, hiện được coi là một trong những ví thân thiện với người dùng nhất cung cấp quyền riêng tư theo mặc định. Nó buộc việc bảo vệ tiền trước khi chi tiêu và đơn giản hóa các giao dịch được bảo vệ cho người dùng trên tất cả các nền tảng.
Zcash sử dụng cơ chế đồng thuận Proof-of-Work tương tự như Bitcoin. Phần thưởng khối được chia giữa các thợ đào và quỹ phát triển Zcash: 80% phần thưởng đi đến các thợ đào, trong khi 20% được phân bổ để duy trì sự phát triển của Zcash. Một bản nâng cấp tương lai được đề xuất sẽ chuyển hướng hai phần ba quỹ phát triển cho những người nắm giữ coin ZEC, cho phép họ bỏ phiếu về cách phân phối quỹ—giới thiệu một cơ chế quản trị phi tập trung hơn.

## Công nghệ

### Tính riêng tư

#### So sánh
Đối với công nghệ chuỗi khối (Blockchain) truyền thống như Bitcoin và Ethereum, mỗi bản ghi trong chuỗi khối chứa toàn bộ thông tin của các bên tham gia giao dịch và lượng giao dịch. Phương thức ẩn danh CoinJoin của Bitcoin làm ẩn đi lượng giao dịch bằng cách trộn nhiều người gửi và nhận với nhau trong cùng một pool giao dịch, và không thể biết được mỗi người được chia cụ thể bao nhiêu từ tổng pool giao dịch đó. Tuy nhiên vẫn không ẩn được tổng lượng giao dịch trong một pool và pool giao dịch cũng cần những người tham gia giao dịch phải trực tuyến (không có tính bất đồng bộ).
BitShares 1.0 mang đến khả năng ẩn được toàn bộ lượng giao dịch, ngoại trừ người gửi và người nhận. Tuy nhiên, lượng giao dịch vẫn có thể suy được nếu kiểm tra các kết quả của các giao dịch trước và sau giao dịch bị ẩn đó. Đồng Monero đã tiến thêm một bước nữa bằng việc tạo ra một số lượng lớn các nhập xuất giả (dummy) giữa mỗi giao dịch, tạo ra một tập các địa chỉ lớn hơn trộn vào giao dịch ban đầu. Điều này vẫn có thể làm rò rỉ thông tin các bên phải tạo ra các giao dịch giả và bắt chước giống như các giao dịch thật. Giữa tháng 4 năm 2014 đến tháng 1 năm 2017, 62% các giao dịch đồng Monero đã được liên kết bằng phần mềm trên client tạo ra các đầu vào giả để giao dịch from từ các ví mà không có bất kỳ tài khoản nào. Các mô hình còn lại bị rò rỉ khoảng 90% thông tin về các giao dịch.

#### Zcash
Zcash sử dụng mã hóa zero-knowledge proofs (zk-SNARKs) để bảo vệ toàn bộ thông tin về giao dịch được gọi là các giao dịch "shielded" (được bảo vệ). Điều này làm tăng lượng đầu vào và đầu ra tiềm ẩn cho giao dịch. Mặc dù xác suất của một đầu vào được bảo vệ tương ứng với bất kỳ đầu ra trước đó là không thống nhất (ví dụ, địa chỉ cũ hơn ít có khả năng được sử dụng hơn), không có thông tin nào bị rò rỉ ngoại trừ việc có tồn tại giao dịch này, cũng như thông tin về thời gian giao dịch và các metadata.
Ngoài ra, Zcash đồng thời cũng cho phép các giao dịch trong suốt, nghĩa là không cung cấp bất kì tính năng ẩn danh hay che giấu thông tin nào.

## Nỗ lực mở rộng quy mô
Zcash đã phát triển qua ba nhóm được bảo vệ chính, mỗi nhóm đều riêng tư và có khả năng mở rộng hơn nhóm trước.

### Sprout (2016): Nguyên mẫu
- Chuỗi quyền riêng tư đầu tiên sử dụng zk-SNARKs.
- Yêu cầu một "nghi lễ thiết lập đáng tin cậy", nổi tiếng có sự tham gia của Edward Snowden.
- Nặng: Cần 3GB RAM mỗi giao dịch. Không thân thiện với thiết bị di động.
- Nếu thiết lập bị tổn hại, có thể tạo ra vô số coin mà không bị phát hiện.

Ngày nay: đang trong quá trình ngừng sử dụng. Các ví như Zashi tự động di chuyển người dùng khỏi nó và hướng tới tùy chọn riêng tư và an toàn nhất.

### Sapling (2018): Khả năng sử dụng thực tế
- Hiệu quả hơn 100 lần: cuối cùng có thể sử dụng trên điện thoại.
- Giới thiệu khóa xem, địa chỉ đa dạng và hỗ trợ client nhẹ.
- Vẫn cần thiết lập đáng tin cậy nhưng lần này với hàng trăm người tham gia trong nghi lễ hai giai đoạn (Powers of Tau[11]). Phi tập trung hơn, nhưng vẫn là một neo tin cậy.

Sapling vẫn được hỗ trợ, nhưng đang bị ngừng sử dụng. UX mới hướng người dùng ra khỏi nó.

### Orchard (2022): Không cần tin cậy
- Được xây dựng trên Halo 2: một hệ thống ZK đệ quy, không cần thiết lập đáng tin cậy.
- Không có nghi lễ. Không có giả định. Không có neo tin cậy.
- Hỗ trợ xử lý hàng loạt, ZK rollups và đồng bộ hóa hiệu quả trên thiết bị di động.

Orchard là tiêu chuẩn trong các ví Zcash hiện đại ngày nay.

## Đào Zcash
Zcash là một loại tiền điện tử đầy hứa hẹn, vì vậy nhiều thợ đào đã chọn nó. Các chuyên gia tin rằng, về chi phí nó có thể được so sánh với Bitcoin, thậm chí còn bỏ qua Bitcoin. Cũng giống như Bitcoin, có một số cách để khai thác Zcash. Hai phương pháp chính để khai thác Zcash, cũng như hầu hết các loại tiền điện tử là khai thác theo nhóm và khai thác đơn lẻ. Hãy xem chi tiết từng phương pháp và tìm ra phương pháp nào phù hợp nhất với bạn.
Khai thác theo nhóm nghĩa là bạn tham gia lực lượng với những người khai thác khác để tăng cơ hội nhận được phần thưởng khối. Phần thưởng trong trường hợp này được chia tùy thuộc vào sự đóng góp về sức mạnh tính toán của mỗi thợ đào trong nhóm. Ngay sau khi khối giao dịch được xác nhận thành công bởi nhóm, nó sẽ nhận được phần thưởng và chia cho những người tham gia. Khai thác đơn lẻ không giống như khai thác theo nhóm, nó không yêu cầu bạn tham gia vào bất kỳ nhóm nào. Mặc dù thực tế là một số nguồn cho rằng kết quả hoàn toàn tương tự khi khai thác theo nhóm và khai thác đơn lẻ. Đối với một số đồng tiền, như Bitcoin hoặc Zcash, sự phát triển của công nghệ theo hướng này đã làm cho việc khai thác đơn lẻ đồng Zcash và Bitcoin thực tế trở nên vô dụng và lỗi thời.
Hiện tại Đào Zcash khả thi bằng GPU hoặc CPU. Zcash cũng giống như ETH "miễn nhiễm" với các chip chuyên đào coin ASIC, bởi vì nó sử dụng thuật toán Equihash. Chọn card màn hình là bước đầu tiên và quan trọng nhất. Tùy thuộc vào sức mạnh của thẻ, thu nhập có thể khác nhau rất nhiều. Dung lượng RAM GPU tối thiểu phải là 1 - 2 GB. Zcash thường được khai thác trên thẻ NVIDIA bằng chương trình EWBF Miner. EWBF Miner được thiết kế đặc biệt cho thẻ NVIDIA và cho phép bạn đạt được hiệu suất cao.

## Nâng cấp mạng lưới
Nâng cấp đầu tiên của mạng lưới Zcash đã được thực hiện thông qua một hard fork tại khối số 347500, diễn ra vào ngày 25 tháng 6 năm 2018. Một tính năng mới đã được giới thiệu, cho phép người dùng cấu hình thời gian hết hạn cho các giao dịch. Năm đề xuất cải tiến Zcash, cụ thể là 143, 200, 201, 203 đã được triển khai. Bản nâng cấp này cũng cải thiện xác minh chữ ký, giúp tăng tốc độ giao dịch.
Kể từ đó, mạng lưới Zcash đã trải qua nhiều nâng cấp quan trọng, bao gồm việc triển khai giao thức Sapling vào năm 2018 và sau đó là giao thức Orchard vào năm 2022. Năm 2025, mạng lưới tiếp tục phát triển với những cải tiến liên tục về quyền riêng tư, khả năng mở rộng và tính khả dụng, với các ví hiện đại như Zashi cung cấp quyền riêng tư theo mặc định và khoảng 20% tổng nguồn cung ZEC được giữ trong các địa chỉ được bảo vệ.